# El Mago Masin

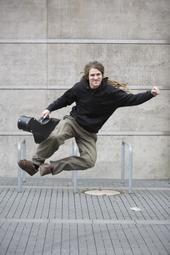
„El Mago“ Masin (2009)

El Mago Masin (* 2. Juli 1969 in Roth), bürgerlich Wolfgang Masin, ist ein deutscher Musiker und Kabarettist.

## Leben
Wolfgang Masin wuchs im mittelfränkischen Georgensgmünd auf und absolvierte zunächst eine Ausbildung zum Bootsbauer. Anschließend studierte er drei Semester Aquaristik (Meeresbiologie), bevor er sich ganz der Bühne widmete. Er besuchte die Berufsfachschule für Musik des Bezirks Oberpfalz in Sulzbach-Rosenberg (Oberpfalz) und studierte Gitarre an der Hochschule für Musik Nürnberg. Sein Studium finanzierte er als Musiklehrer an privaten Lehrinstituten.
Sein damaliger Lebensmittelpunkt in Nürnberg - Gostenhof brachte ihn schnell in Kontakt mit der dortigen Musikzentrale (MUZ e. V.) und erste Erfolge mit seiner Band Wildcamping zeichneten sich ab.
Den regionalen Erfolgen folgten bald darauf reputablere Buchungen auf eine Vielzahl von Festivals, beispielsweise zu dem Wutzdog Open Air (2008), dem Pfeffelbach Open Air (2011), und dem Chiemsee Reggae Summer (2013).
Zu seinem Erkennungsmerkmal als Bühnenfigur sind hüftlange Dreadlocks und ein leicht verwirrt wirkender Charakter geworden.
Parallel zu den Bandaktivitäten entwickelte Masin auch stets seine Soloprogramme fort, die von humoristischen Liedern mit Gitarrenbegleitung, Wortbeiträgen und teils leicht skurrilen bis dadaistischen Inhalten geprägt sind.
Nach einigen Komparsenrollen folgten bald darauf TV-Solodarbietungen z. B. im Quatsch Comedy Club beim MDR und als Stand-up-Comedian beim WDR-NightWash.
Auf der Bühne bevorzugt er unkonventionelle Formen der Kunst. Im Programm rolle rückwärts (Premiere 2015) beispielsweise läuft der gesamte Abend rückwärts ab. Masin beginnt mit der Zugabe und endet mit dem Soundcheck.
Auch an einer gewissen Zwiespältigkeit lässt es El Mago Masin nie fehlen. So gibt er beispielsweise seinen Freunden gegenüber stets 1969 als sein Geburtsjahr an, gegenüber Pressevertretern aber stets 1980, und lässt hierbei den 2. Juli immer unstrittig.
Inzwischen hat Wolfgang Masin etliche Auszeichnungen erworben und eine Vielzahl von TV-Shows absolviert. Hierbei hat er niemals den Bodenkontakt zu seinen Startlöchern wie beispielsweise dem MUZ-Club Nürnberg, dem Scharfrichterhaus (Passau), dem Theater Fifty-Fifty in Erlangen oder der Kulturfabrik Roth verloren, wo er jedes Jahr regelmäßig ausverkaufte Shows spielt.
Wolfgang Masin ist verheiratet und hat zwei Kinder.

## Auszeichnungen
| - 2008 Bielefelder Kabarettpreis (3. Platz) - 2008 Liedermacher Slam Ansbach - 2008 Liedermacher Slam Fürth - 2009 Nachwuchs Kabarettpreis Amici Artium Ottobrunn - 2010 Jury- und Publikumspreis Klagenfurter Kleinkunstpreis Herkules | - 2010 Kleines Passauer Scharfrichterbeil - 2012 Swiss Comedy Award - 2012 Hamburger Comedy Pokal (3. Platz) - 2012 NDR Comedy Contest - 2020 Tuttlinger Krähe, Publikumspreis |

## Fernsehen
| - 2009 WDR Fun(k)haus - 2009 BR Kabarett aus Franken - 2010 ZDFneo ComedyLab - 2010 WDR Fun(k)haus - 2010 SWR Müller&friends - 2010 One Nightwash - 2010 NDR Die Thomas & Helga Show - 2011 ProSieben Die große Comedy Party - 2011 ProSieben Die große Quatsch Variety Show - 2011 RTL II Fun Club - 2011 WDR Fun(k)haus | - 2012 3sat Zeltfestival (Soloprogramm „Darauf hat die Welt gewartet“) - 2012 ZDFkultur Pufpaffs Happy Hour - 2012 BR Vereinsheim Schwabing - 2013 WDR Nightwash - 2013 BR Kabarett aus Franken - 2014 MDR Comedy mit Karsten - 2014 NDR Comedy Contest - 2014 HR Comedy Tower - 2014 One Nightwash - 2014 ZDFneo Nate light - 2015 BR Vereinsheim Schwabing - 2020 Sat.1 Luke! Die Greatnightshow |

## Diskographie
- 2009 wildcamping / Gefangen im Vergnügungspark (minigolf records)
- 2010 Darauf hat die Welt gewartet (minigolf records)
- 2014 Endstation Zierfischzucht (Roof Music)
- 2016 Rolle rückwärts (Roof Music)